# 訃報 1973年11月
訃報 1973年11月（ふほう 1973ねん11がつ）では、1973年（昭和48年）11月中に物故した、又は物故が報じられた人物についてまとめる。

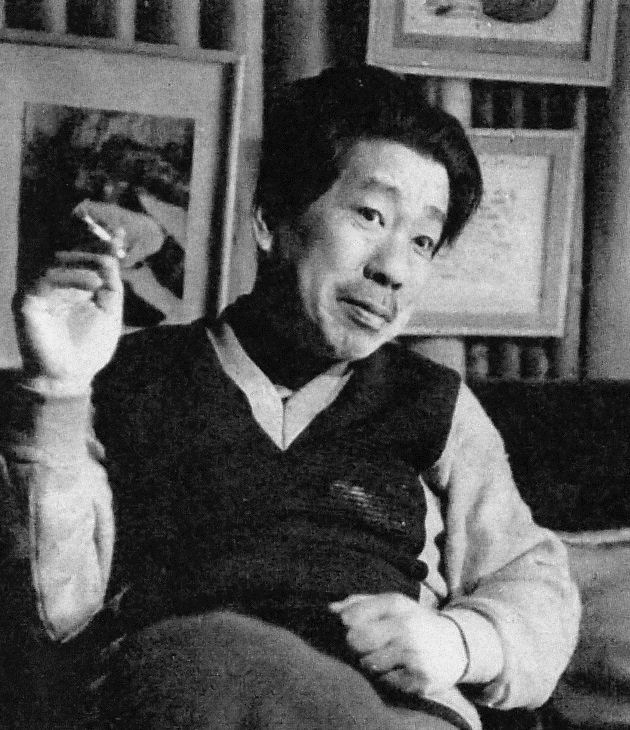
サトウハチロー / 11月13日没

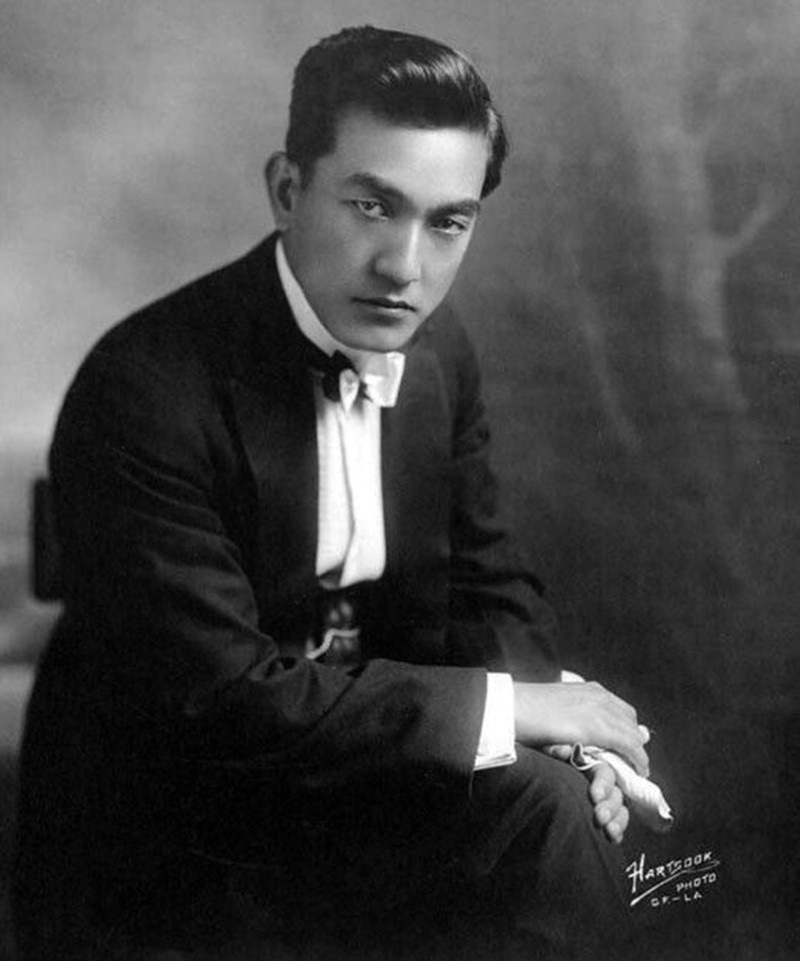
早川雪洲 / 11月23日没

## （1日 - 15日）
- 11月1日 - 鶴見祐輔、官僚・政治家・著述家（* 1885年）
- 11月2日 - 市川忍、実業家・丸紅の初代社長（* 1897年）
- 11月7日 - 山下摩起、日本画家（* 1890年）
- 11月7日 - 松丸志摩三、農業評論家・畜産学者（* 1907年）
- 11月7日 - 志摩清英、海軍提督（* 1890年）
- 11月8日 - 三宮四郎、実業家（* 1897年）
- 11月8日 - 西方利馬、実業家・政治家（* 1883年）
- 11月10日 - 酒井雲、浪曲師（* 1898年）
- 11月10日 - 浜田三郎、彫刻家（* 1892年）
- 11月12日 - 駒井重次、大蔵官僚・政治家（* 1895年）
- 11月13日 - ブルーノ・マデルナ、作曲家・指揮者（* 1920年）
- 11月13日 - エルザ・スキャパレッリ、ファッションデザイナー（* 1890年）
- 11月13日 - サトウハチロー、詩人（* 1903年）
- 11月14日 - 石山正三、ロシア語学者・ロシア文学研究者（* 1914年）

## （16日 - 30日）
- 11月16日 - 友松円諦、宗教家・仏教学者（* 1895年）
- 11月17日 - 成瀬正勝、作家・文芸評論家・国文学者（* 1906年）
- 11月17日 - 楢橋渡、弁護士（* 1902年）
- 11月17日 - 浜田廣介、童話作家（* 1893年）
- 11月18日 - 本庄栄治郎、経済学者（* 1888年）
- 11月20日 - 貴司山治、プロレタリア文学の小説家・劇作家（* 1899年）
- 11月21日 - 野々村戒三、歴史学者・能楽研究者（* 1877年）
- 11月22日 - 草野一郎平、政治家（* 1906年）
- 11月23日 - 早川雪洲、俳優（* 1889年）
- 11月23日 - 愛知揆一、第77代大蔵大臣（* 1907年）[1]
- 11月23日 - 中野雅晴、カーレーサー（* 1949年）
- 11月24日 - 後宮淳、陸軍軍人（* 1884年）
- 11月26日 - 杉本光平、キリスト教伝道者・牧師（* 1876年）
- 11月26日 - 中島茂喜、政治家（* 1909年）
- 11月27日 - 田中清一、政治家・実業家（* 1892年）
- 11月27日 - 植田寿蔵、美学者・美術史家（* 1886年）
- 11月29日 - 常光浩然、仏教ジャーナリスト・浄土真宗本願寺派の僧（* 1891年）
- 11月29日 - 一ノ瀬泰造、報道写真家（* 1947年）
- 11月29日 - 鈴木敬一、内務官僚（* 1889年）
- 11月30日 - 中川俊思、政治家・衆議院議員（* 1903年）
- 11月30日 - 土屋計左右、実業家（* 1888年）